# رادیوگرافی صنعتی

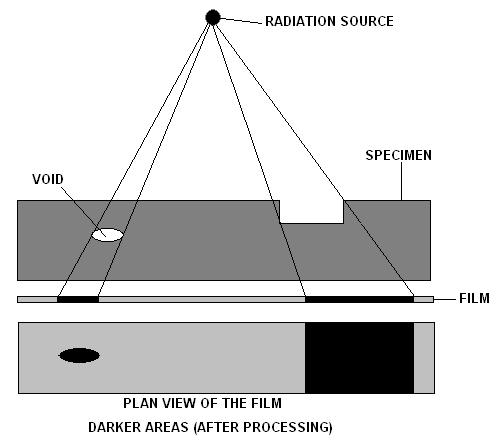
ثبت یک تصویر رادیوگرافی

رادیوگرافی صنعتی (نام علمی: Industrial radiography) یا آزمون رادیوگرافی (به انگلیسی: Radiographic testing (RT)) یکی از روش‌های آزمون غیرمخرب است که از پرتوهای یون‌ساز برای بازرسی مواد و قطعات استفاده می‌کند، با این هدف که عیوب و کاهش خواص مکانیکی مواد را که می‌تواند منجر به شکست سازه‌های مهندسی شود، شناسایی و ارزیابی کند. این روش نقش مهمی در دانش و فناوری لازم برای تضمین کیفیت و قابلیت اطمینان محصولات ایفا می‌کند. در استرالیا، آزمون غیرمخرب رادیوگرافی صنعتی به‌صورت محاوره‌ای «بمباران کردن» یک قطعه با «بمب» نامیده می‌شود.
پرتونگاری یکی از کاربردی‌ترین روش‌های بازرسی می‌باشد. در این روش از پرتوهای ایکس و گاما برای شناسایی عیوب درون قطعه استفاده می‌شود.
رادیوگرافی صنعتی از پرتوهای ایکس، که توسط مولدهای پرتو ایکس تولید می‌شوند، یا پرتوهای گاما که از رادیواکتیویته طبیعی منابع رادیونوکلید مهر و موم‌شده حاصل می‌شوند، استفاده می‌کند. همچنین می‌توان از نوترون‌ها بهره گرفت. پس از عبور فوتون‌ها از نمونه، آن‌ها توسط آشکارسازهایی مانند فیلم‌های هالید نقره، صفحات فسفر، آشکارسازهای صفحه تخت یا آشکارسازهای CdTe دریافت می‌شوند.
این آزمون می‌تواند به‌صورت دوبعدی ایستا (که رادیوگرافی نامیده می‌شود)، دوبعدی در زمان واقعی (فلوروسکوپی)، یا سه‌بعدی پس از بازسازی تصویر (توموگرافی کامپیوتری یا CT) انجام شود. همچنین امکان انجام توموگرافی تقریباً در زمان واقعی (که به آن توموگرافی چهاربعدی یا 4DCT گفته می‌شود) نیز وجود دارد.
علاوه بر این، روش‌های خاصی مانند فلوئورسانس پرتو ایکس (XRF)، پراش‌سنجی پرتو ایکس (XRD) و چندین تکنیک دیگر نیز مجموعه ابزارهای قابل استفاده در رادیوگرافی صنعتی را تکمیل می‌کنند.
روش‌های بازرسی می‌توانند به‌صورت قابل‌حمل یا ثابت انجام شوند. رادیوگرافی صنعتی در بازرسی جوشکاری، قطعات ریخته‌گری‌شده یا قطعات کامپوزیتی، در بازرسی مواد غذایی و کنترل بار و چمدان، در فرآیندهای جداسازی و بازیافت، در تحلیل مواد منفجره و بمب‌های دست‌ساز (EOD و IED)، در نگهداری و تعمیرات هواپیما، علم بالستیک، بازرسی توربین‌ها، در مشخصه‌یابی سطوح، اندازه‌گیری ضخامت پوشش‌ها، کنترل داروهای تقلبی و بسیاری کاربردهای دیگر مورد استفاده قرار می‌گیرد.
پرتوهای ایکس و گاما دارای طول موج‌های بسیار کوتاه هستند و به همین دلیل انرژی بسیار زیادی داشته و قدرت نفوذ و عبور از درون قطعه را دارند.
عبور این پرتوها از هر محیطی همراه با تضعیف و جذب قسمتی از آن توسط محیط است. میزان تضعیف تحت تأثیر چندین عامل است که شامل چگالی و ساختار محیط و همچنین نوع، شدت و انرژی فوتون پرتو خواهد بود.
اساس این روش تغییر ضریب جذب و تغییر در میزان اشعه عبوری از قسمت‌های سالم و معیوب قطعه است. وجود هرگونه عیب که دارای چگالی متفاوتی با قطعه باشد باعث کاهش یا افزایش میزان اشعه عبوری از قطعه می‌شود. با استفاده از فیلم پرتونگاری این پرتوها ثبت شده و پس از ظهور فیلم می‌توان به تفسیر عیوب فیلم پرداخت.
فیلم پرتونگاری پس از ظهور بر اثر دریافت اشعه سیاه می‌شود و قسمت‌هایی که اشعه بیشتری دریافت کرده تیره‌تر و قسمت‌هایی که اشعه کمتری دریافت کرده روشن‌تر خواهد شد.
عیوبی مانند دانه‌های اکسیدی که چگالی بالاتری از قطعه دارند، دارای ضریب جذب بالاتری هستند و شدت اشعه عبوری را کاهش می‌دهند، در نتیجه این نقاط اثر روشن تری بر روی فیلم می‌گذارند یا بالعکس عیوبی مانند حفره و مک گازی که دارای چگالی کمتری هستند اثر تیره تری بر روی فیلم می‌گذارند.
با تفسیر دقیق فیلم و آشنایی با فرایند انجام شده بر روی قطعه می‌توان در مورد عیوب احتمالی موجود در درون قطعه اظهار نظر نمود؛ ولی در حال حاضر نیز با توجه به پیشرفت علم و تکنولوژی صنعت رادیوگرافی صنعتی نیز با استفاده از دانش‌های الکترونیک و کامپیوتر در جهت دیجیتال کردن فرایند تست پرتونگاری گام مؤثری را برداشته‌است.
پرتونگاری دیجیتال (DR) جایگاه خود را پس از شناخت برتری این تکنولوژی نسبت به تکنولوژی عکسبرداری در بازار تست‌های غیر مخرب توسط متخصصان به‌دست آورده‌است.

## تاریخچه
رادیوگرافی در سال ۱۸۹۵، با کشف پرتوهای ایکس (که بعدها به افتخار شخصی که نخستین بار ویژگی‌های آن‌ها را به‌طور دقیق توصیف کرد، پرتوهای رونتگن نیز نامیده شدند) آغاز شد؛ نوعی تابش الکترومغناطیسی.
مدت کوتاهی پس از کشف پرتوهای ایکس، رادیواکتیویته نیز کشف شد. با بهره‌گیری از منابع رادیواکتیو مانند رادیوم، می‌توانستند انرژی فوتون‌های به‌مراتب بالاتری نسبت به مولدهای معمولی پرتو ایکس به دست آورند.
این منابع به‌سرعت در کاربردهای مختلف مورد استفاده قرار گرفتند و از جمله نخستین مراکزی که از این روش بهره برد، کالج لافبورو بود.
پرتوهای ایکس و گاما از همان سال‌های آغازین کشف، در صنایع و پزشکی به‌کار گرفته شدند؛ زمانی که هنوز خطرات پرتوهای یون‌ساز به‌درستی شناخته نشده بود.
پس از جنگ جهانی دوم، ایزوتوپ‌های جدیدی مانند سزیم-۱۳۷، ایریدیوم-۱۹۲ و کبالت-۶۰ در دسترس قرار گرفتند و در رادیوگرافی صنعتی به‌کار گرفته شدند. در نتیجه، استفاده از رادیوم و رادون به تدریج کاهش یافت.

## کاربردها

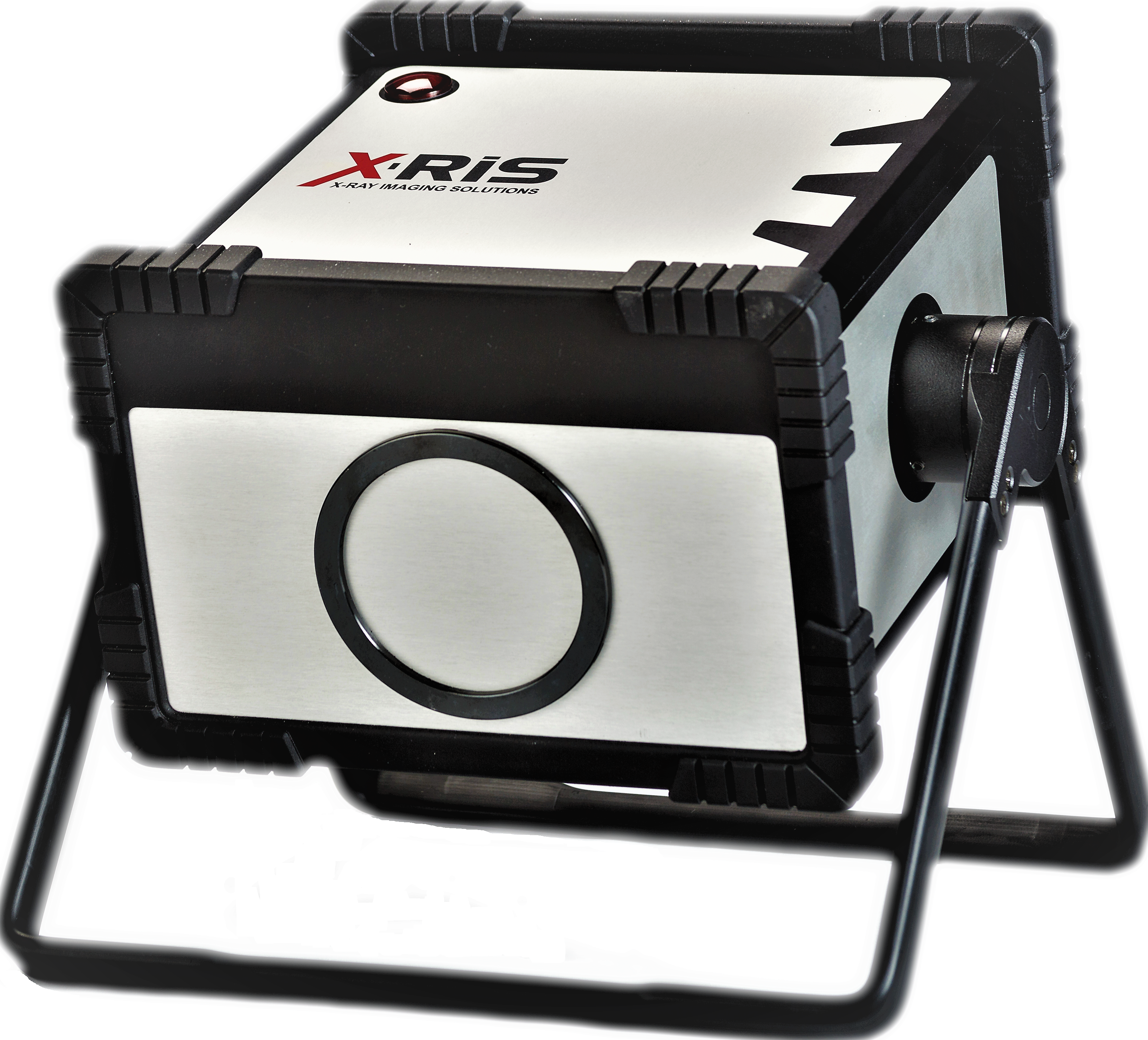
یک مولد پرتو ایکس قابل‌حمل، دارای کنترل بی‌سیم و مجهز به باتری که برای آزمون‌های غیرمخرب و کاربردهای امنیتی مورد استفاده قرار می‌گیرد.

### بازرسی محصولات
منابع پرتو گامای رادیواکتیو — که رایج‌ترین آن‌ها ایریدیوم-۱۹۲ و کبالت-۶۰ هستند — برای بازرسی طیف گسترده‌ای از مواد به‌کار می‌روند.
بخش عمده‌ رادیوگرافی صنعتی به آزمون و ارزیابی کیفیت جوش‌ها در سیستم‌های لوله‌کشی، مخازن تحت فشار، مخازن ذخیره‌سازی با ظرفیت بالا، خطوط لوله و برخی جوش‌های سازه‌ای اختصاص دارد.
سایر موادی که مورد آزمون قرار می‌گیرند شامل بتن (جهت تعیین محل قرارگیری میلگردها یا مجاری تأسیساتی)، نمونه‌های آزمون جوشکاران، قطعات ماشین‌کاری‌شده، ورق‌های فلزی و دیواره داخلی لوله‌ها (برای شناسایی ناپیوستگی‌ها یا آسیب‌های ناشی از خوردگی و صدمات مکانیکی) هستند.
علاوه بر این، قطعات غیر فلزی مانند سرامیک‌های مورد استفاده در صنایع هوافضا نیز به‌طور منظم تحت آزمون قرار می‌گیرند.
از لحاظ نظری، رادیوگرافی صنعتی می‌تواند برای تصویربرداری از هر ماده جامد و تخت (مانند دیوارها، سقف‌ها، کف‌ها، محفظه‌های مربعی یا مستطیلی) و یا هر جسم استوانه‌ای یا کروی توخالی مورد استفاده قرار گیرد.

### بازرسی جوشکاری
پرتو تابشی باید به مرکز بخشی از جوش که تحت بازرسی قرار دارد، تابیده شود و در آن نقطه، بر سطح ماده عمود باشد؛ مگر در تکنیک‌های خاصی که در آن‌ها نقص‌های شناخته‌شده با جهت‌گیری متفاوت پرتو بهتر آشکار می‌شوند. طول جوشی که در هر نوبت پرتودهی مورد بازرسی قرار می‌گیرد، باید به گونه‌ای باشد که ضخامت ماده در دو سر ناحیه تشخیص (در راستای پرتو تابشی)، بیش از ۶٪ از ضخامت واقعی در آن نقاط تجاوز نکند. قطعه‌ای که قرار است بازرسی شود، میان منبع تابش و دستگاه آشکارساز—که معمولاً فیلمی درون یک نگهدارنده یا کاستِ نوربند است—قرار می‌گیرد و پرتو برای مدت زمان لازم از قطعه عبور داده می‌شود تا به‌طور مؤثری ثبت گردد.
نتیجه این فرآیند، تصویر دوبعدی از قطعه بر روی فیلم است که یک تصویر پنهان (نهفته) با تراکم‌های متفاوت ایجاد می‌کند؛ این تفاوت تراکم به میزان تابشی که به هر ناحیه رسیده است بستگی دارد. این تصویر «رادیوگراف» نامیده می‌شود، که با «عکس»‌ تولیدشده با نور تفاوت دارد. از آن‌جا که فیلم دارای پاسخ تجمعی است (یعنی با جذب بیشتر تابش، شدت ثبت افزایش می‌یابد)، تابش‌های نسبتاً ضعیف نیز با افزایش زمان پرتودهی قابل شناسایی هستند تا فیلم بتواند تصویری قابل مشاهده پس از ظهور ثبت کند. رادیوگراف به‌صورت نگاتیو بررسی می‌شود و مانند عکاسی نیازی به چاپ مثبت ندارد، چرا که در فرآیند چاپ، بخشی از جزئیات همواره از بین می‌رود و این کار هیچ مزیت خاصی ایجاد نمی‌کند.
پیش از آغاز بازرسی رادیوگرافی، همواره توصیه می‌شود که قطعه مورد نظر ابتدا با چشم غیرمسلح بررسی شود تا هرگونه نقص خارجی احتمالی شناسایی و حذف گردد. اگر سطح یک جوش بیش از حد ناهموار باشد، ممکن است صاف‌کاری و سنگ‌زنی آن برای دستیابی به سطحی یکنواخت ضروری باشد؛ با این حال، این اقدام معمولاً به مواردی محدود می‌شود که ناهمواری‌های سطحی (که در رادیوگراف نیز قابل مشاهده خواهند بود) تشخیص عیوب داخلی را دشوار می‌سازند.
پس از این بازرسی چشمی، اپراتور دید بهتری نسبت به امکان دسترسی به دو سطح جوش خواهد داشت؛ موضوعی که هم برای تنظیم تجهیزات و هم برای انتخاب مناسب‌ترین تکنیک از اهمیت بالایی برخوردار است.
عیوبی مانند لایه‌لایه شدن (Delamination) و ترک‌های صفحه‌ای (Planar Cracks) با روش رادیوگرافی به‌سختی قابل شناسایی هستند، به‌ویژه برای افرادی که آموزش تخصصی ندیده‌اند.
با وجود معایبی که در روش رادیوگرافی وجود دارد، این روش مزایای قابل‌توجهی نسبت به فراصوت (اولتراسونیک) دارد؛ به‌ویژه از این نظر که در رادیوگرافی یک «تصویر» تولید می‌شود که به‌عنوان یک سند نیمه‌دائمی در طول چرخه عمر فیلم باقی می‌ماند. این ویژگی امکان شناسایی دقیق‌تر عیوب را فراهم می‌سازد و تفسیر آن می‌تواند توسط افراد مختلف انجام گیرد. این موضوع از آن جهت اهمیت دارد که بسیاری از استانداردهای ساخت‌وساز، وجود مقدار مشخصی از عیب را بسته به نوع و اندازه آن، قابل‌پذیرش می‌دانند.
برای رادیوگرافری که آموزش دیده و مجرب است، تغییرات جزئی در تراکم قابل مشاهده‌ی فیلم این امکان را فراهم می‌کند که نه‌تنها عیب را به‌دقت مکان‌یابی کند، بلکه نوع، اندازه و موقعیت آن را نیز تشخیص دهد؛ تفسیری که می‌تواند به‌صورت فیزیکی توسط دیگران بازبینی و تأیید شود، و در برخی موارد، از انجام تعمیرات غیرضروری و پرهزینه جلوگیری نماید.
برای اهداف بازرسی، از جمله بازرسی جوش، چندین نوع چیدمان پرتودهی وجود دارد.
ابتدا، چیدمان پانورامیک وجود دارد که یکی از چهار نوع چیدمان پرتودهی تک‌جداره/نمای تک‌جداره (Single-Wall Exposure/Single-Wall View یا SWE/SWV) است. این نوع پرتودهی زمانی ایجاد می‌شود که رادیوگرافر منبع تابش را در مرکز یک کره، مخروط یا استوانه (شامل مخازن، ظروف و لوله‌ها) قرار می‌دهد. بسته به نیازهای مشتری، سپس فیلم‌ها یا کاست‌ها را در خارج از سطحی که قرار است بازرسی شود، می‌گذارد. این چیدمان تقریباً ایده‌آل است — هنگامی که به درستی چیده و پرتودهی شود، همه بخش‌های فیلم‌های تابیده‌شده تقریباً با چگالی یکسان خواهند بود. همچنین مزیت این روش این است که نسبت به سایر چیدمان‌ها زمان کمتری می‌گیرد، زیرا منبع تابش فقط باید یک بار کل ضخامت دیواره (WT) را نفوذ کند و تنها باید شعاع قطعه بازرسی را طی کند، نه قطر کامل آن را. عیب اصلی چیدمان پانورامیک این است که ممکن است دسترسی به مرکز قطعه (مانند لوله‌های محصور) غیرعملی باشد یا منبع تابش ممکن است برای عملکرد در این چیدمان بسیار ضعیف باشد (مانند ظروف یا مخازن بزرگ).
دومین چیدمان SWE/SWV، قرارگیری منبع تابش در داخل یک قطعه بازرسی محصور شده است، اما منبع دقیقاً در مرکز قرار نمی‌گیرد. منبع تابش به طور مستقیم با قطعه تماس ندارد، بلکه در فاصله‌ای مشخص، بسته به نیازهای مشتری، قرار داده می‌شود. سومین چیدمان، قرارگیری منبع در خارج قطعه با ویژگی‌های مشابه است. چهارمین چیدمان مخصوص اجسام مسطح مانند ورق‌های فلزی است و در این حالت نیز پرتودهی بدون تماس مستقیم منبع با قطعه انجام می‌شود. در همه این چهار حالت، فیلم رادیوگرافی در سمت مقابل منبع نسبت به قطعه بازرسی قرار می‌گیرد. در هر چهار حالت، تنها یک جداره تابیده می‌شود و تنها یک جداره در رادیوگراف دیده می‌شود.
از میان دیگر چیدمان‌های پرتودهی، تنها روش «تماسی» (Contact Shot) است که منبع تابش مستقیماً روی قطعه بازرسی قرار می‌گیرد. این نوع رادیوگرافی هر دو جداره را تابش می‌کند، اما تصویر تنها از جداره‌ای که به فیلم نزدیک‌تر است قابل تفکیک است. این چیدمان پرتودهی زمان بیشتری نسبت به پانورامیک می‌گیرد، زیرا منبع ابتدا باید دو بار ضخامت دیواره (WT) را نفوذ کند و سپس کل قطر بیرونی لوله یا مخزن را طی کند تا به فیلم در سمت مقابل برسد. این چیدمان به نام پرتودهی دو جداره/نمای تک جداره (Double Wall Exposure/Single Wall View یا DWE/SWV) شناخته می‌شود.
چیدمان دیگر «هم‌پوشانی» (Superimposure) است که در آن منبع تابش در یک سمت قطعه قرار می‌گیرد ولی با آن تماس مستقیم ندارد و فیلم در سمت مقابل قرار دارد. این روش معمولاً برای لوله‌ها یا قطعات با قطر بسیار کوچک استفاده می‌شود.
آخرین چیدمان DWE/SWV، چیدمان «بیضوی» (Elliptical) است که منبع تابش از صفحه قطعه بازرسی (معمولاً یک جوش در لوله) کمی جابه‌جا شده و تصویر بیضوی جوش که دورتر از منبع است، روی فیلم ثبت می‌شود.

### امنیت فرودگاه
هر دو نوع بار همراه (Carry-on) و بار تحویلی (Hold luggage) معمولاً با استفاده از دستگاه‌های پرتودهی ایکس‌ری و روش رادیوگرافی ایکس‌ری بررسی می‌شوند. برای جزئیات بیشتر می‌توانید به بخش امنیت فرودگاه مراجعه کنید.

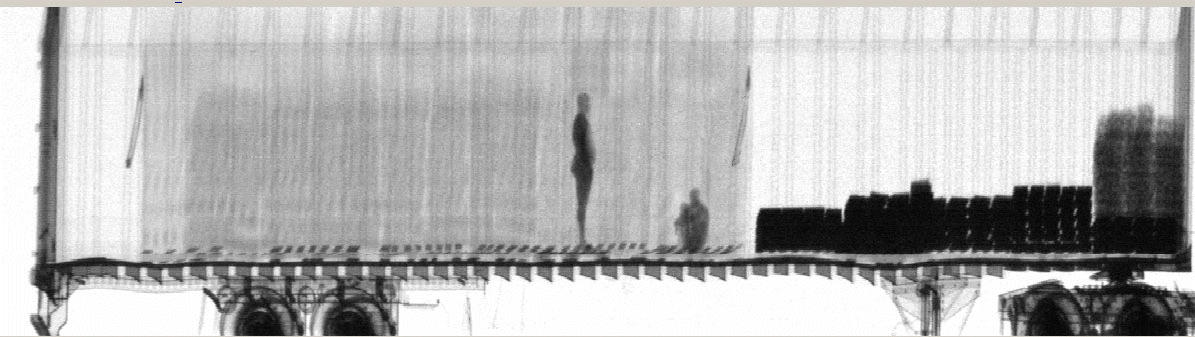
تصویر گاما از کانتینر بار چندوجهی همراه با افراد مخفی‌شده (Stowaways)

### اسکن غیرتهاجمی محموله
رادیوگرافی گاما و رادیوگرافی با اشعه ایکس پرانرژی در حال حاضر برای اسکن کانتینرهای بار چندوجهی (Intermodal Freight Cargo Containers) در ایالات متحده و سایر کشورها استفاده می‌شوند. همچنین تحقیقات در زمینه تطبیق انواع دیگر رادیوگرافی مانند رادیوگرافی دو انرژی (Dual-Energy X-ray Radiography) یا رادیوگرافی میون (Muon Radiography) برای اسکن این نوع کانتینرها در جریان است.

### هنر
کاثلین گیلجی، هنرمند آمریکایی، نسخه‌هایی از آثار آرتمیسیا جنتیلشچی با عنوان «سوزانا و بزرگان» و گوستاو کوربه با عنوان «زن با طوطی» را نقاشی کرده است. پیش از این، او تصاویر مشابهی با تفاوت‌هایی را با استفاده از رنگ سفید سرب نقاشی کرده بود: در نسخه‌ی سوزانا، او در مقابل ورود بزرگان مقاومت می‌کند؛ و در نسخه کوربه، مرد عریان در پشت زن نقاشی‌شده دیده می‌شود. سپس او روی این نقاشی‌ها را رنگ کرده تا نسخه اصلی را بازتولید کند. آثار گیلجی همراه با رادیوگراف‌هایی به نمایش گذاشته می‌شوند که نقاشی‌های زیرین را نشان می‌دهند؛ این کار مشابه مطالعه‌ی پنتیمنتو (pentimenti) است و نظریه‌ای درباره‌ی کار استادان قدیمی ارائه می‌دهد.

### مولدهای اشعه ایکس
مولدهای اشعه ایکس با اعمال ولتاژ بالا بین کاتد و آند یک لوله اشعه ایکس و گرم کردن رشته‌ی لوله برای شروع انتشار الکترون‌ها، اشعه ایکس تولید می‌کنند. سپس الکترون‌ها در میدان الکتریکی ایجاد شده شتاب می‌گیرند و با آند—که معمولاً از تنگستن ساخته شده است—برخورد می‌کنند.
اشعه ایکس تولید شده توسط این مولد به سمت جسم مورد بازرسی هدایت می‌شود. این اشعه از جسم عبور کرده و بسته به ضریب تضعیف ماده جسم جذب می‌شود. ضریب تضعیف از مجموع مقاطع برخورد تمام تعاملات موجود در ماده به دست می‌آید. سه تعامل غیرالاستیک مهم با اشعه ایکس در این سطوح انرژی شامل اثر فوتوالکتریک، پراکندگی کامپتون و تولید زوج هستند. پس از عبور از جسم، فوتون‌ها توسط آشکارسازی مانند فیلم هالید نقره، صفحه فسفر یا آشکارساز صفحه تخت دریافت می‌شوند.
وقتی جسم خیلی ضخیم، چگال یا دارای عدد اتمی مؤثر بسیار بالا باشد، می‌توان از شتاب‌دهنده خطی (Linac) استفاده کرد. این دستگاه‌ها به شیوه‌ای مشابه با تولید اشعه ایکس عمل می‌کنند، یعنی با برخورد الکترون‌ها به آند فلزی، اما روش شتاب‌دهی آن‌ها بسیار پیچیده‌تر است.

### طراحی شاتر

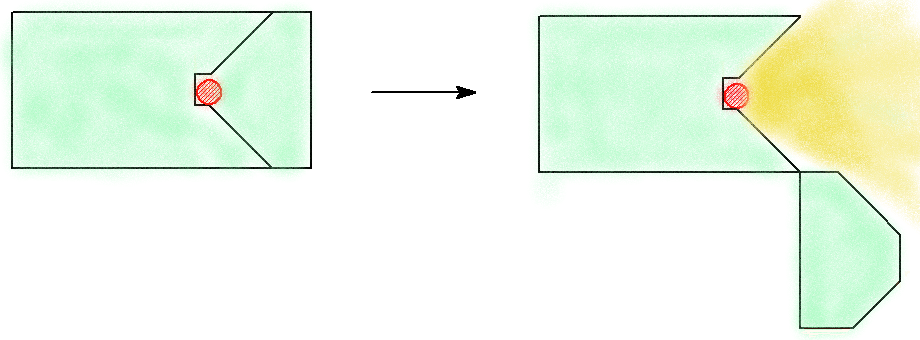
این دوربین نوع مشعل (torch-type) از یک لولا استفاده می‌کند. منبع رادیواکتیو با رنگ قرمز، محافظ با رنگ‌های آبی/سبز و پرتوهای گاما با رنگ زرد نشان داده شده‌اند.

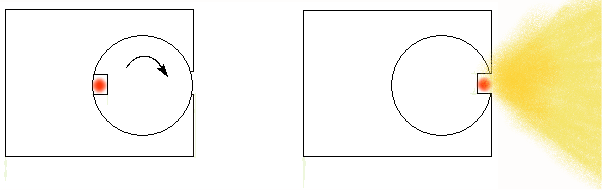
این دوربین نوع مشعل (torch-type) از طراحی چرخشی استفاده می‌کند. منبع رادیواکتیو با رنگ قرمز و پرتوهای گاما با رنگ زرد نمایش داده شده‌اند.

### طراحی پروژکتور

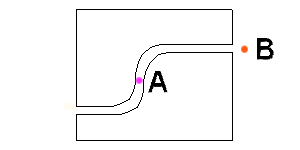
نموداری از سوراخ S شکل درون یک بلوک فلزی؛ منبع در نقطه A ذخیره شده و از طریق کابل از سوراخی خارج شده و به نقطه B منتقل می‌شود. این منبع معمولاً مسیر طولانی‌ای را در طول لوله راهنما طی می‌کند تا به محل مورد نیاز برسد.